# Paweł Wróbel
Paweł Wróbel (* 24. April 1984 in Jasło) ist ein polnischer Organist.

## Leben
Wróbel studierte Orgel an der Fryderyk-Chopin-Universität für Musik in Warschau bei Andrzej Chorosiński, an der Hochschule für Musik und Darstellende Kunst Stuttgart bei Jon Laukvik und an der Universität für Musik und darstellende Kunst Graz bei Gunther Rost. Er promovierte 2012 mit einer Dissertation über Die Orgeltranskription von Franz Liszt an der Ignacy-Jan-Paderewski-Musikakademie Posen.
Er gewann 2012 den 3. Preis beim 6. Internationalen Orgelwettbewerb in Miami. Des Weiteren erhielt er ein Stipendium der Keimyung Research Foundation an der Universität von Seoul. Seit 2004 spielt er Konzerte auf der Orgel der Basilika in Licheń Stary.
Im Rahmen des Festivals Warschauer Herbst 2008 gab Wróbel vier Uraufführungen von Werken junger polnischer Komponisten: Witraże von Barbara Kaszuba, Trans.For.My Emptines (Transforma) von Klaudia Pasternak, Proxima Centauri von Mateusz Ryczek und Odksztalcenia von Jacek Sotomski. Zum Festival Warschauer Herbst nahm er auch eine CD auf.
Er studierte weiter an Meisterkursen und Musiksymposien bei Christoph Krummacher, Ludger Lohmann, Gerhard Weinberger, Wolfgang Zerer, Martin Sander und Bernhard Haas.
Er ist Verfasser der Orgeltranskription Funérailles (aus den Harmonies poétiques et religieuses, 1849) von Franz Liszt (Verlag Polihymnia, Lublin).

## Preise
- 2005: Internationaler Orgelwettbewerb Feliks Nowowiejski in Posen[6]
- 2006: Internationaler Orgelmusikwettbewerb Jan Pieterszoon Sweelinck in Danzig[7]
- 2011: Internationaler Orgelwettbewerb in Zürich[8]
- 2012: Internationaler Orgelwettbewerb in Miami[2]